# Grabs
Grabs – miejscowość i gmina we wschodniej Szwajcarii, w kantonie St. Gallen, w okręgu Werdenberg. Na terenie gminy leży jezioro Voralpsee.
Grabs graniczy z gminami: Alt St. Johann, Buchs, Gams, Sevelen, Walenstadt, Wildhaus.

## Demografia
W Grabs mieszka 7 238 osób. W 2021 roku 19,9% populacji gminy stanowiły osoby urodzone poza Szwajcarią. 

## Osoby

### urodzone w Grabs
- Simon Ammann, skoczek narciarski, czterokrotny złoty medalista olimpijski z 2002 roku i z 2010 roku
- Wolfgang Grönebaum, aktor
- Pipilotti Rist, artystka zajmująca się sztuką video

## Transport
Przez teren gminy przebiegają drogi główne nr 13 i nr 16.